# 퇴이가데일딘
퇴이가데일딘(아이슬란드어: Taugadeildin)은 1980년과 1981년 아이슬란드에서 활동한 포스트펑크 밴드이다.

## 역사
퇴이가데일딘은 베이시스트 아우르드니 다니엘 율리위손과 보컬리스트 오스카르 소리손이 결성하였다. 율리위손은 1979년 겨울 코파보귀르에서 결성해 1980년 겨울까지 아이슬란드 최초의 펑크 밴드 중 하나인 스니들링가르드니르(아이슬란드어: Snillingarnir)에서 활동했으며, 소리손은 1979년 봄 프라이브블라르드니르(아이슬란드어: Fræbblarnir)에서 짧게 보컬을 맡았다. 그리고 얼마 안 돼 스니들링가르드니르에서 활동했던 기타리스트 아르드노르 스노라손과 드러머 코르마우퀴르 게이르하르손이 밴드에 합류하였다.
스노라손은 1980년 봄에 밴드를 떠났고 이에 오딘 그뷔드브란손이 기타리스트 자리를 대체하였다. 더불어 스카파 소르스테이든 하들그림손이 키보디스트로 퇴이가데일딘에 합류했다. 이후 에이이들 라우뤼손이 보컬로 영입되었고, 이 라인업이 가장 오래 지속되었다.
조이 디비전, 갱 오브 포, 팝 그룹 등 영국의 포스트펑크 밴드에 많은 영향을 받았다.
퇴이가데일딘은 1981년 봄과 여름 보르크 호텔을 포함해 많은 공연을 하며 인지도를 쌓았다. 또한 당시 아이슬란드에서 가장 많은 인원을 수용할 수 있었던 뢰이가르달스회들에서 두 차례 공연을 펼쳤다.
1981년 가을에는 4곡이 수록된 음반을 발매했으며, 비슷한 시기에 밴드가 해체하였다. 율리위손은 Q4U에서 활동을 하였고, 소리손은 그뷔드브란손과 함께 밴드 모고 호모에서 활동하였다.

## 디스코그래피
정규 음반
- Þegar dauðir rísa upp (2024)

EP
- Taugadeildin (1981)